# Teresa Trujillo
Teresa Trujillo (Montevideo, 4 de abril de 1937) es una artista visual, bailarina y coreógrafa uruguaya.

## Biografía
Nació en el barrio Pocitos de la ciudad de Montevideo. En su juventud, estudió música en el Conservatorio Kolischer. Su primera maestra de ballet fue Tamara Grigorieva. Recibió una formación clásica, que intercaló con clases de danza moderna con la profesora Elsa Vallarino.
En 1962 viajó a Nueva York, donde conoció a grandes maestros de la danza, como Martha Graham y José Limón. Continuó su formación académica en la Schola Cantorum de París, donde formó parte de la compañía de Karin Waehner. Se desempeñó como coreógrafa y se vinculó también con el happening. Durante estos años desarrolló un lenguaje integrador de diversas artes y un enfoque multidisciplinario, a través del cual incorporó la danza, la pintura, la escultura, la arquitectura, la música, la actuación, la performance y el cine experimental en un mismo hecho creativo.
Entre 1966 y 1968 alternó entre Uruguay y París, participando en 1967 en la V Bienal de París por sus innovadores trabajos de happening. En este período dirigió en Montevideo importantes obras de danza, teatro y artes de acción, entre los que se destacan: "Liquidación de una platea" (Happening realizado en 1966), "Rompición" y "Escalada" (ambas de 1969). En 1971 integró activamente el elenco del Teatro de la Banda Oriental, dentro de la Agrupación de Trabajo Cultural dentro del Movimiento de Independientes 26 de Marzo y del partido político Frente Amplio. En 1972 debió exiliarse, pasando por Argentina, Chile, Cuba, Venezuela y España. En la década de 1980 regresó definitivamente a Uruguay, donde siguió presentando sus obras y se vinculó al teatro.
En la década de 1990 se dedicó principalmente a la dirección teatral. Ejerció como docente en la Escuela Universitaria de Música y coordinó el Plan Piloto de Danza Contemporánea 2003-2005 para el establecimiento de una licenciatura en danza contemporánea en la Universidad de la República.
En 2011 fue entrevistada en el ciclo A escena con los maestros, del Instituto Nacional de Artes Escénicas de Uruguay, dedicado a personas de trayectoria reconocida en el teatro o la danza contemporánea. En 2012 publica el libro Cuerpo a cuerpo. Reflexiones de una artista a través de Ediciones Trilce, donde, con la colaboración de Carina Gobbi, repasa su actividad artística ininterrumpida a lo largo de cincuenta años. En marzo de 2016 formó parte de la muestra Pioneras del arte de acción - La escena expandida (1962/1975), junto a Graciela Figueroa e Isabel Gilbert. La exposición se realizó en el Centro Cultural de España en Montevideo bajo la curadoría de la artista, curadora e investigadora Ángela López Ruiz.
En 2019 su obra fue incluida, junto con la obra de Graciela Figueroa y de Teresa Vila, dentro del eje Cuerpos políticos. Mujeres artistas uruguayas de los sesenta bajo la curaduría de Elisa Pérez Buchelli, formando parte de la exposición Intersticios. Cuerpos políticos, estrategias conceptualistas y experimentalismos cinematográficos, realizada en el Centro Cultual de España en Montevideo, curada por Elisa Pérez Buchelli, May Puchet y Ángela López Ruiz, con la coordinación de Guillermo Zabaleta.
En marzo de 2020, la artista donó su archivo particular al Centro de Investigación y Difusión de las Artes Escéncias (CIDDAE) del Teatro Solís, perteneciente a la Intendencia de Montevideo. Esta colección de documentos de la artista constituye una valiosa recopilación de fuentes sobre su trabajo a lo largo de toda su trayectoria artística.

## Obra

### Coreografías
- Para la obra Kaspar
- Para la obra Historia de un caballo
- Para la obra El alma buena de Sechuán
- Para la obra Rinocerontes

### Piezas de danza
- Escalada (1969, registrada por Walter Tournier en una película de 35 minutos de duración)[13]

### Libros
- Cuerpo a cuerpo. Reflexiones de una artista (Ediciones Trilce, 2012)

## Premios
- 2013, Premio Morosoli en la categoría Artes Escénicas, Danza y Ballet.
- 2020, Premio Alas.